# Pelourinho de Gostei
O Pelourinho de Gostei localiza-se na freguesia de Gostei, no município de Bragança,  distrito do mesmo nome, em Portugal.
Este pelourinho encontra-se classificado como Imóvel de Interesse Público desde 1933.